# Bertil Hanström
Bertil Hanström, född 20 november 1891 i Kalmar, död 17 juli 1969 i Steninge, Halland, var en svensk zoolog. 
Bertil Hanström var son till rådmannen Per Hanström och Alma f. Säfström. Han påbörjade 1910 zoologiska studier vid Stockholms högskola, och deltog under studenttiden i demonstrationer för kvinnlig rösträtt. Han blev filosofie doktor 1920, men hade redan 1917, efter licentiatexamen, lämnat Stockholm för att arbeta som lärare. 1918 blev han extraordinarie lektor vid Landskrona gymnasium, 1925 docent och 1930 professor i zoologi vid Lunds universitet. Han var föreståndare för zoologiska institutionen fram till pensionen 1957.
Bertil Hanström höll en rad administrativa poster inom Lunds universitet och utanför. 1931 blev han medlem av Fysiografiska sällskapet, vars sekreterare han var 1945-52, han var inspektor för Kalmar nation 1933-47, och prorektor för universitetet 1951-56. Han blev 1939 ledamot av Kungliga Vetenskapsakademien, och i tjugo år fungerade han som censor i studentexamen vid många svenska skolor. Hans insatser belönades med förtjänstmedaljer från Sverige och utlandet, och 1951 invaldes han som utländsk medlem av Linnean Society of London.
Doktorsavhandlingen behandlade spindlarnas nervsystem, och han utvidgade sedan sin forskning till att omfatta nervsystem och sinnesorgan hos andra ryggradslösa djur och utgav 1928 på tyska en jämförande anatomi av nervsystemet hos evertebrater, den första handboken i detta ämne (omtryckt 1968).  På 1930-talet kom han in på ett nytt forskningsområde, och blev tillsammans med Ernst och Berta Scharrer en pionjär inom endokrinologin, en vetenskapsgren som studerar sambandet mellan nervsystemet och hormonerna. Från och med 1940-talet och in på 60-talet publicerade han en lång rad skrifter inom ett besläktat område: hypofyssystemet hos ryggradsdjuren och dess samband med hypothalamus, en forskningslinje som också flera av hans elever gick in på. 
Bertil Hanström var även aktiv som popularisator av sitt ämne, både som föreläsare och stilsäker skribent. Han gjorde föreläsningsturnéer i Sverige och studieresor till utlandet, bl.a. USA (1921-22 och 1935), Sydafrika (1948) och Storbritannien, och publicerade flera reseskildringar. Han skrev eller redigerade ett antal läroböcker och uppslagsverk. Han var redaktör för tidskriften Fauna och flora i 25 år (1942-67), medarbetade i Svensk uppslagsbok och var huvudredaktör för Lilla uppslagsboken. Han bidrog regelbundet med recensioner och artiklar om natur och resor i Sydsvenska dagbladet. 
I sin ungdom var Bertil Hanström en framgångsrik skytt. Han var friluftsmänniska och en intresserad och kunnig ornitolog. Hans första tryckta skrift var ”Ölands fåglar” (i Fauna och flora 1915, faksimilutgåva 1984). Han var verksam inom naturskyddet i Skåne och i Halland, där han sedan 1940-talet hade sin sommarbostad. 
Gift 1917 med Ingeborg f. Hoflund (d. [1930), med vilken han fick två döttrar, och 1932 med Anna Lisa f. Svensson (d. 1990), tre döttrar.

## Publikationer (böcker)
- 1922	Skisser från en Kaliforniafärd. Lund.
- 1924	Hur djuren se. Stockholm.
- 1928	Vergleichende Anatomie des Nervensystems der wirbellosen Tiere unter Berücksichtigung seiner Funktion. Berlin. (Omtryckt 1968.)
- 1935	Sådana djur finns det. Stockholm.
- 1936	Cape Cod och Florida. Zoologiska reseminnen från två nordamerikanska halvöar. Stockholm.
- 1937-39  Djurens värld. 15 band. Malmö. Redaktör och medförfattare.
- 1942-44  Det vildas värld. 5 band. Stockholm. Redaktör och medförfattare.
- 1945	Marulk. Biologiska kåserier. Malmö.
- 1946-47   Djuratlas. 1. Svenska djur 2. Främmande länders djur. Stockholm.
- 1948	Jordens vita fläckar. En antologi om vår tids forskningsfärder. Stockholm.
- 1949	Sydafrika av idag, vildmark och civilisation. Stockholm.
- 1956	Det vildas värld, 2:a omarbetade upplagan, 5 band. Stockholm. Redaktör och medförfattare.
- 1956-1959 Lilla uppslagsboken, 10 band. Malmö. Redaktör och medförfattare.
- 1960-63  Djurens värld, 2:a omarbetade upplagan, 15 band. Malmö. Redaktör och medförfattare.
- 1964	Lilla uppslagsboken, 10 band. Malmö. 2:a omarbetade upplagan. Redaktör och medförfattare.